# مشکل دوچندان
مشکل دوچندان (انگلیسی: Double Whammy) یک فیلم جنایی کمدی-درام به کارگردانی تام دی‌چیلو است که در سال ۲۰۰۱ ساخته شد. این فیلم در سینماها اکران نشد و به‌صورت فیلم ویدئویی منتشر شد. این فیلم در جشنواره فیلم ساندنس و جشنواره فیلم ترایبکا اکران شد.

## گزیدهٔ بازیگران
- دنیس لری
- الیزابت هرلی
- استیو بوشمی
- ملونی دیاز
- لوئیس گازمن
- دونالد فایسون
- ویکتور آرگو
- کریس نوت
- اوتو سانچز
- گری بامن